# 矢野博丈
矢野 博丈（やの ひろたけ、1943年4月19日 – 2024年2月12日）は、日本の実業家。本名「栗原五郎」。「矢野」は妻の姓で「博丈」は姓名判断による改名。
100円ショップの草分けである大創産業（100円SHOPダイソー）の創業者。広島県東広島市出身。2024年4月4日で心不全のため死亡
広島JA家族で葬儀

## 経歴

### 生い立ち
父親は医師で、戦時中は中国天津市の病院に勤めており、北京市で生まれる。母親は広島銀行の前身の一つ「山岡銀行」の娘。8人兄弟の末っ子の5男。戦後半年、父親の郷里である広島県賀茂郡久芳村（現・東広島市）に引き揚げ。父親は広島市内中心部の新川場通り（並木通り）で医院を開業していたが貧困であり、自身は中央大学の二部に進学したが、貧しさのためたいへん苦労したという。兄妹も医師になった医者一家で育つ。
東広島市立久芳小学校を卒業後、広島市の新川場通りに転居した。広島市立国泰寺中学校を経て、旧制広島一中の伝統を継ぐ広島県立広島国泰寺高等学校に進学。「それ、どがんして、こがんなる?」などと田舎言葉を級友たちに笑われ、陰湿な嫌がらせを受けたため、町のボクシング道場へ通い、不良たちに取り囲まれてもパンチ一つで次々と打ちのめす腕力を身につけた。高校在学中はボクシングに熱中、1964年東京オリンピックバンタム級の強化選手にも選ばれた。自身は一浪後、中央大学の二部に進学。吉祥寺の下宿に住む。将来はボクシングで飯を食おうという気もあったが、1964年の東京オリンピック・バンタム級金メダリストになる強い先輩・桜井孝雄が大学にいて、レベル・才能の差を感じて挫折。ボクシングを辞めた後は、大学二部にワンダーフォーゲル部を創部。矢野は初代カニ族とも呼ばれる。商売の初体験は新宿区淀橋市場でのアルバイト。ここで現在の練馬区高野台にあった練馬青果地方卸売市場にバナナを運ぶ仕事をした。遠い親戚と学生結婚。1967年3月、中央大学理工学部二部土木工学科卒業。工学士。

### 学生結婚後、9度の転職
学生結婚を機に現姓名に改姓・改名。「クリハラ」より2音でシンプルな「ヤノ」のほうが覚えてもらいやすいし、親しみやすいと考えた。自ら「転職9回、夜逃げ同然1回、火事1回」という波乱の人生を話す。大学卒業後は3つの選択肢があった。大学の先生の知り合いの土木会社への就職、夫婦で住んでいたアパートの裏で老夫婦が営んでいたくず屋の手伝い、尾道市の妻の実家「魚光」でのハマチ養殖業の3つで、結局、ハマチ養殖業を継いだが、何の知識もなく、3年で倒産、兄から借りた700万の借金（2024年の貨幣価値では約1億円）を踏み倒して1970年暮れ、妻子を連れ東京へ夜逃げ。夫婦でトラックに家財道具を積み込み、1971年1月3日に箱根駅伝で復路を走るランナーと茅ヶ崎で出くわした。結局、流れ着いたのが学生時代を過ごした東京。高校時代の友人が図書月販（現・ほるぷ出版）で百科事典の販売で儲けていると聞き、図書月販で百科事典のセールスマンとなる。しかし口下手で一冊も売れず。もしも成績がよかったら広島辺りの営業所の所長になっていたかもしれないと話す。それでお客と話をしないでいい商売を探し、ちり紙交換に転職。ちり紙交換は当時、高額収入の仕事で、ある程度成功する。しかしアメリカから古紙を輸入するようになってちり紙交換という商売が一気に無くなる。広島に戻り、兄のお抱え運転手、義兄の経営するボウリング場、道路標識の設置、日雇いの肉体労働など計9回の転職を重ねる。

### 移動販売の興味を持ち、広島で創業
1970年代の始め、たまたま豊田郡川尻町(現呉市)で大阪の業者が移動販売しているところに出くわし興味を持った。オバサンたちが公民館にぞろぞろ入って行き、フライパンや洗濯の物干し金具などを抱えて出てくる。当時これは「サーキット商売」と呼ばれ、まだ物流機能が整っていない時代で各地を移動しながら日用雑貨を売る商売には需要があった。この商いには徒弟制度があり、親方に弟子入りし、商品の仕入れや売り方を見よう見まねで覚え、1972年3月、28歳のとき、広島市で雑貨をトラックで移動販売する「矢野商店」を夫婦で創業。広島の自宅兼倉庫でトラック1台から夫婦の二人三脚で商売をスタートする。妻は後にダイソーの仕入れ責任者となり、夫以上のやり手で、夫以上に"社長の器"と呼ばれた。移動販売とはいわゆる「バッタ屋」と呼ばれる販売手法で、倒産した企業や資金繰りが苦しくなった企業の在庫品を格安価格で買い取り、安値で売る商売である。大阪生野区鶴橋などにある露店専門問屋でトラックが満載になるほど商品を買い込み、広島で売る。商品は傷が入っているB級品だが、ちょっと見ただけでは分からず。数百円で仕入れた物を1–2,000円で売る。神社や農協、個人商店の店先、公民館前の空き地などでビールケースに渡したベニヤ板やブルーシートの上に商品を入れたかごを陳列、補充し、バケツ、あるいはレジ代わりに釘などを入れる工具箱を金庫にして会計。夜になったらブルーシートを掛けて帰る露天商のようなビジネス。あらかじめ前日に、出店するエリア一帯にある各家庭を一軒ずつ回り、チラシを郵便ポストに投函。翌日に店を開き、集まってきた客にタワシやほうき、ざる、鍋、日用雑貨などの生活必需品を売る。販売する期間は長くて1週間。短い時は1～2日間だけ。各地の会場を移動しながらこれを続ける。同業者は二年サイクルで西日本を回ることが多かったが、矢野は妻子がいたため日帰りできるほとんど広島県内を回り、このため同じ場所に年4回行っていた。当時「100円ショップ」という概念はなかったものの、100円など均一価格での商売は既にあった。値段を元々100円以外も付けていたが、忙しくてラベラーが間に合わず、100円均一にしたという。倉庫が手狭になったため、自宅兼倉庫を当時としては郊外の佐伯郡五日市町（現在の広島市佐伯区）に移す。

### 100均誕生の瞬間
今日ではすっかり街の風景として定着した感のある100円ショップ。大成功した画期的なビジネスモデル誕生は綿密に計算して生み出されたものではなく、まったくの偶然。1972年に矢野商店を創業したばかりの頃、いつものように露店での移動販売に出かけようとしていたが、雲ゆきが怪しくなり、雨が降ってきそうになった。雨ならば露店での商売はできないため「今日は、やめだ」と思っていたら、予想に反して晴れてきた。それでトラックに商品を積み、現地に到着したら、既に何人ものお客さんが待ち構えていた。チラシをまいて宣伝していたためで「早くして！」と急かされ、あわてて荷物を降ろし、開店準備を始めた。すると待ちきれないお客さんが勝手に段ボールを開け、商品を手にして聞いてくる。「これ、なんぼう?」。急いで伝票を探すが、商品数があまりにも多く、なかなか見つからない。その時、思わず口をついて出たのが、その後の矢野の運命を決定づける一言になった。「100円でええ！」。それを聞いたほかの客も、次々に「これ、なんぼなん?」「これ、なんぼ?」と聞いてくる。確認が間に合わなくなり、追い詰められた矢野が口にしたのが「もう全部100円でええ！」。その瞬間から客の目の色が変わり、商品が売れに売れた。「100円均一」にこれほどまでの引力があったというのは矢野にとっても大きな発見だった。以降、商品はすべて100円になり、そこから大創産業の100円均一の歴史が始まった。
銀行も経営コンサルタントからも「こんな商売は長つづきしない。やめときなさい」と忠告された。矢野自身も「そうじゃ」と思ったが、めしが食えるだけで感謝と商売を続ける。売れ筋に絞って商品を仕入れ、店頭の品種数も倉庫の在庫量も減らして効率よく販売するという小売業の常道にも、あえて背を向ける。創業当初から資金繰りには苦労し、潰れかけたこともあった。1999年には「安い商品でもうからないのに、多く出店するのはおかしい。ダイソーはつぶれる」という、うわさが流れたこともある。銀行の支店長から問い合わせがあり、メーカーから現金払いを求められた。1970年代のオイルショックや、田中内閣による日本列島改造論で、物価が上昇してインフレが発生。原価がどんどん上昇し、車の燃料は勿論、石油を原料とするプラスチックやステンレス製の商品の仕入れ値が10%上がった。全品100円と決めた以上、値上げはできない。日本の小売業の変化も相まって仲間は次々辞めたが、「運も実力も無い自分には続ける以外に道はない」「その日を食べていければいい」「1円でも儲かればいい。100個売れば100円になる」という気持ちでこの商売にしがみついた。矢野と親しかったという渡邉美樹は「これは"どん底"を経験した人だけがたどりつく発想で、経営コンサルタントにはない発想」と述べている。お客から言われる「安物買いの銭失い」という言葉が一番堪え、1日3回言われたこともある。「ちくしょう! どんせ儲からんのなら、いいもん売っちゃる!」と利益を度外視し、原価を思いきり上げ、時には98円で仕入れて100円で売った。たちまち、客の目付きが変わり「わっ、これも100円!これも100円!」と言い出し、客の驚く姿が商売を続ける励みになった。
1977年12月、「大きな会社を創りたい、せめて社名だけでも立派なものに」と、のれん分けの形で「大創産業」として法人化。従業員を雇い、トラックも増やしたが、当時は典型的な3K労働だった。創業当初の100円ショップは「安物売り」とみられて社会的な評価が低く、ダイソーには大学卒の新入社員は入ってきてくれなかった。売れる場所の奪い合いが同業者との間で激しくなり、トラックの駐車場の確保にも困るようになった。スーパーの軒先での商売が一番売れるため、矢野は、意を決して、広島を地盤とするスーパー「イズミ」の本社を訪ね、店頭販売をさせてほしいと直談判した。それが実現し、1日で100万円を売るようになる。まさかの売上高にイズミも驚き「ウチの専属になれ」と誘われた。なんとか商売が軌道に乗りかけた時、広島の自宅兼商品倉庫が放火に遭い丸焼けし、辞めようかと考えたこともあったが、兄弟が支援してくれ、商売を再開する。1980年、全国展開を見据え、東京を皮切りに各地に営業所を設立した。

### スーパー店内での事業拡大
東京初進出は「イトーヨーカ堂北千住店」。店長に挨拶に行ったら「そんなモン売れるワケないだろ、荷物を持って帰れ！」と怒鳴られた。商売人にとって単価100円の物が、10–30坪程度の1店舗で1日何十万、何百万も売れるのは有り得ない話。当時はそのような商売が成り立つとは考えられていなかったが、結局この北千住店で1日130万を売り上げ、イトーヨーカ堂本社にまで噂が届いたという。自身のお店がウケた理由について「ワシはしゃべれんけん、いっぱい商品を置くことで商品にしゃべってもらおう、と考えたんですわ。店中に商品が溢れていたら客に話しかけなくても、勝手に客が商品を探して動いてくれます。しゃべれん自分が話しかけて売り込む必要もないし、お客さんも喜んでくれるし、都合がいいんですわ」などと述べている。移動販売時代から矢野がトラックに積み込む商品は、他業者の二倍から三倍多かった。
その後、ニチイ（現イオン）やダイエー、ユニーなどの全国的チェーンストアでも店頭販売で次々と実績を挙げ、大手小売りチェーン経営者の間で、ダイソーと矢野博丈の名が知られていく。この頃のエピソードとして、スーパーの売り場を借りて商品を並べる時、手伝ってくれたスーパーの店員が「これ100円じゃないでしょ?」と何度説明しても聞いてきたというものがある。東京や大阪の移動販売は原価20–30円の物を100均の中に混ぜていたため、商品を見慣れていた店員や常連客にはその違いがすぐに分かった。また愛知県のユニー江南店では「四階の催事場におたくの商品だけ置いて帰ってくれ。会計は他の店と一緒にウチでする」と言われた。四階までお客が上がって来るはずもなく、丁寧に断ったが、「ウチとの取引を全部止める」と脅されたため、止む無く商品だけ置いて帰ったが、3ヵ月ぶりに同店を訪れたら店長から「おたくの100均目当てでお客が四階まで上がってくれる。おたくの商品、やっぱりいいわ」と感謝された。こうして各地のスーパーの売り場や催事場でも商売ができるようになった。まもなく大きな転機が訪れた。この頃大創産業はダイエーに6割の商品を卸していた。ところが、あるとき中内㓛オーナーから呼び出され、「これからの新時代にはふさわしくない。催事場が汚くなるから、ダイエーグループは100円均一の催事は中止する」と直接言われた。そこで矢野はどうしたら会社が潰れなくて済むかと考えた結果、ダイエーの客が流れるところに100円ショップを作った。これが常設店舗による今日の形態の100円ショップの始まりである。こうした新商売は儲かることが分かると必ず大手資本が参入してきて潰れたり、買収されることが多いが、利益を出しにくい商売だったことからこそ、大手が参入してこなかった。ダイエーも後に88円ショップをやったが、上手くいかなかった。

### 四国高松を皮切りに全国展開、バブル崩壊後に急成長
1987年7月、本社を広島市の自宅から現在地の東広島市に移転。「100円SHOPダイソー」の展開に着手し、1991年4月、最初の直営店を香川県高松市丸亀町商店街に出店、チェーン展開を本格化させた。賃料の安い居抜き物件を見つけて借りる手法で店舗を拡大させる。ダイソーは商品数が多いため、店が狭かろうが広かろうが臨機応変に対応できた。健全だった会社や業界トップにあった会社の傾いていく様を嫌と言うほど見てきたため「会社とは潰れるもの」という考えを持って経営に当たる。慢心を嫌い、手を抜くことを戒めてきた。100円ショップはバブルが弾け、長期不況に突入した1990年代後半から急速に売上げを伸ばした。100円ショップは半ばブームとなり、担ぎ屋に香具師、詐欺師まがいも入り乱れ、商売敵も増えた。しかし先行するライバルは100円の粗悪品、ダイソーは「100円の高級品」。この差が消費者の心をつかんだ。量販店で不振の売り場があれば、その代替として先ず候補に上がるようになり、数多くの量販店からの出店要請が相次いだ。1995年年商233億円、1998年年商818億円。1994年の300店舗から1998年には1000店舗を突破。月に68店舗を出店した時期もある。1999年に年商1000億円突破し。翌2000年に年商2000億円を突破した。同年「'99ベンチャー・オブ・ザ・イヤー（株式未公開部門）」受賞。また同業他社の参入もあり業界が活性化、店舗網が全国に広がり新しい小売業として認知された。均一価格という会計の明朗さと生活雑貨中心の幅広い品ぞろえが支持を集め、「百均（ひゃっきん）」というデフレ経済を象徴する小売業の新たな業態を築き、日本に100円ショップを根付かせた。矢野と親しかったという渡邉美樹は、2024年2月の矢野の逝去をうけ、「矢野さんは、値段を気にせず買い物ができるという文化を創った。和民創業時も家族で来店し、お父さんが『何でも食べていいぞ』という世界を作りたかった。大きなことを創造する『大創』。経営者として一番大事なことを社名に刻んだ名経営者だった」と悔やんだ。2001年3月30日にはNHK-BS1で「100円の男ー流通の革命児・矢野博丈ー」というタイトルで特集されるなど、マスメディアで度々取り上げられたこともあって大創産業も急成長。『日経ビジネス』は矢野を「100円ショップのイノベーター」と評価した。また直木賞作家で経済評論家でもある邱永漢が毎月のように本社がある広島へ来て「故郷の台湾でも100円ショップは人気を博するに違いない。ぜひやりたい」と売り込んできたため、2001年台湾桃園市に海外初出店。2017年、国内3150店舗、海外1800店舗、2023年、国内4360店、海外25の国と地域で990店を持つ、業界最大手に成長した。2023年2月期の売上高は5891億円。取り扱い商品は約7万6000アイテムに及ぶ。創業当初「死ぬまでに年商1億に」と願った矢野の夢は、今日ダイソー全店合計で1時間で達成されている。

### 晩年
矢野はいわゆる経済団体に参加せず、1990年代頃までは新聞・経済誌等、雑誌インタビューもほとんど受けていなかったため、マスメディアにあまり登場せず、人物像は詳しく明かされていなかった。2000年頃から「時代の寵児」などとメディアに取り上げられることも増え、2010年代頃からマスメディアの取材を受け始め、各地で講演や新聞・雑誌インタビュー等も多くなった。母校国泰寺高校の同窓会では「『縮む世紀』とも呼ばれる21世紀、人にどう貢献できるのか、生き残るには企業として善、徳を積むしかなく、そのためには社会貢献をしなければならない。これからの企業の生きる道はそれしかない。」と結論付けている。創業から一貫して本社を広島に置いており、在京の経営者たちから「東京へ出ておいでよ」とよく言われたが、本社を移すと考えたことは一度もなかったという。
2024年2月12日、心不全で死去した。80歳没。訃報は同月19日に明らかになった。死没日付で正五位に叙され、旭日中綬章を追贈された。
前述の通り、世界展開していることから「1ドルショップのパイオニア」と評されており、CNN（アメリカ） やBBC（イギリス）、朝鮮日報（韓国） などの海外メディアでも訃報が伝えられた。

## 受賞歴
- 2000年、年間優秀企業家賞（企業家ネットワーク・企業家倶楽部主催）

## 発言録
成功した企業の社長とは思えないネガティブな発言を前面に出した独自の経営哲学で知られ、ユニークだとしてネット上などでたびたび話題となっていた。好きな言葉は「恵まれない幸せ」「しかたない」「分相応」「自己否定」。特に「自己否定」という言葉が大好きで、よく口に出し、掌に「ワシはダメだよ」と書いたこともある。記者がつけた渾名が「不幸という服が体に張り付いた億万長者」。
自身について
- 「自分は才能も運もない人間だから、神様が一生懸命働く以外に人生の選択権をくれなかった。それで、ここまでこれたけえ」[18]
- 「自分は頭は悪いし、顔も悪い。次に生まれ変わるとしても、もう自分には生まれたくない」[59]。
- 「取材でもあまり話さないようにしている」[60]
- 「私はインターネットも分からないし、時代遅れな人間ですから」[60]

商売について
- 「仕入れは格闘技だ」[10]
- 「お客様はよう分からん」[出典 70]
- 「店舗が増えるのが怖くて『出すな、出すな』と言うてきた」[39]
- 「6年ぐらい前まで「ダイソーはつぶれる」という確信を持っていました」[出典 71]
- 「やってきたことがいいか悪いかは、ダイソーが潰れる時にならんとわかりません」[61]
- 「朝礼は年3回。創業から25年間会議ゼロ、目標、予算、ノルマを立てたことがない。経営計画もない。行き当たりばったり」[62]
- 「見よう見真似で成功したのはホームセンター、コンビニまで。100円ショップで成功したのも単なる偶然なんじゃけ。偶然はそう何回も起きるもんじゃない」[62]
- 「人間には将来を見通す力なんてないから、ウチには経営計画も戦略も何もありません。予算やノルマもないし、朝礼さえウチはやってない」[18]
- 「会社が潰れたら自殺しようと思っていましたから。30代の頃は会社が潰れたら、秋田か北海道のひなびた温泉に妻と子どもを連れて行って、妻が仲居頭で僕が風呂掃除とお客さんの背中を流す係をやろうなんて思っていたんですが、45歳くらいになってくると扱う額が大きくなりすぎて、もう死ぬしかないなと。ゴルフに行っても『あの松の木、首を吊りやすそうだな』って思うほどでした」[30]
- 「今は潰れても会社再生法がありますが、我々の時代は会社が潰れたら社長は死んで、借金を生命保険で払うしか選択肢がなかったので、当時は僕のような考えが当たり前でした」[30]
- 「夢は畳の上で死にたいです。どうせ自殺でしょうけど、できれば畳の上で死にたい。それが夢です」[出典 72]

他社について
- 「セリアには店でも商品でも負けた」[60]
- 「この前みずほ銀行の頭取とメシを御一緒した時、「これからうちもどうなるかわかりません。御迷惑をかけるかもしれません」と伝えた」[61]

店作りについて
- 「新しい店舗は社員たちが決めて作り上げました。私にはとても、こんな店作りはできません」[60]
- 「急成長してきたセリアや、キャンドゥのおかげで「潰れるかもしれない」と思えた。その危機感があったから持ち直すことが出来た」[60]

## 家族
- 長男：寿一（奈良県立医科大学教授・微生物感染症学）[59]。
- 次男：靖二（2018年3月より大創産業社長）[63]。

## テレビ出演
- 日経スペシャル カンブリア宮殿 安くても高品質！100均の王者が登場 唯一無二の薄利多売ビジネス（2018年1月18日、テレビ東京）[64]

## 書籍

### 著書
- 「社長の哲学」（共著者:青木定雄 鍵山秀三郎 鳥羽博道）（2005年5月2日、致知出版社）ISBN 9784884747121

### 関連書籍
- 「百円の男 ダイソー矢野博丈」（著者:大下英治）（2017年10月6日、さくら舎）ISBN 9784865811223
  - 「百円の男 ダイソー矢野博丈」（著者:大下英治）（2020年2月14日、祥伝社 祥伝社文庫）ISBN 9784396346027